# Vương Quần
Vương Quần (tháng 9 năm 1926 – 12 tháng 12 năm 2017) là chính khách nước Cộng hòa Nhân dân Trung Hoa. Ông giữ chức vụ Bí thư Khu ủy Khu tự trị Nội Mông Cổ từ 1987 đến 1994, và Bí thư Thành ủy Vũ Hán từ 1978 đến 1987.

## Tiểu sử
Vương Quần sinh tháng 9 năm 1926 ở huyện Tân Châu, tỉnh Hồ Bắc. Ông gia nhập Đảng Cộng sản Trung Quốc (CPC) tháng 8 năm 1944 và đã tham gia vào cuộc nội chiến Trung Quốc.
Sau khi thành lập Cộng hòa Nhân dân Trung Hoa năm 1949, ông làm việc ở Quân khu tỉnh Hồ Bắc, cũng như các chính quyền địa phương ở tỉnh Hồ Bắc. Ông từng là Bí thư Huyện ủy Tương Dương từ 1957 đến 1969, Bí thư thứ nhất Địa ủy địa khu Nghi Xương từ 1969 đến 1978, và Bí thư thứ nhất Thành ủy Vũ Hán, thủ phủ của tỉnh Hồ Bắc từ 1978 đến 1987.
Tháng 8 năm 1987, Vương Quần được bổ nhiệm làm Bí thư Khu ủy Khu tự trị Nội Mông Cổ, và phục vụ ở chức vụ này cho đến tháng 8 năm 1994. Từ tháng 5 năm 1993 đến tháng 12 năm 1996, ông cũng giữ chức vụ Chủ nhiệm Ủy ban Thường vụ Đại hội đại biểu nhân dân Khu tự trị Nội Mông Cổ.
Vương Quần là Ủy viên dự khuyết Ủy ban Trung ương Đảng Cộng sản Trung Quốc khóa 12 (1982 – 1987), và là Ủy viên chính thức của Ủy ban Trung ương Đảng Cộng sản Trung Quốc các khóa 13 (1987 – 1992) và 14 (1992 – 1997).
Vương Quần qua đời ở Vũ Hán vào ngày 12 tháng 12 năm 2017, ở tuổi 91.